# Danial Frost
Danial Nielsen Frost (Singapore, 18 oktober 2001) is een Singaporees autocoureur.

## Carrière
Frost maakte zijn debuut in het formuleracing in het Zuidoost-Aziatisch Formule 4-kampioenschap in het seizoen 2016-2017. Hij won zeven races en stond achttien keer op het podium, maar hij miste het raceweekend op de Clark International Speedway, waardoor hij achterop raakte in de tussenstand. Met 317 punten werd hij uiteindelijk vijfde in het klassement. In 2017 kwam hij uit in het laatste seizoen van de Formula Masters China bij Eurasia Racing, waarin hij een overwinning behaalde op het Zhuhai International Circuit en in negen andere races op het podium stond. Hierdoor werd hij met 166 punten derde in de eindstand. Dat jaar nam hij ook deel aan een raceweekend van zowel het Deense als het Japanse Formule 4-kampioenschap op respectievelijk de Jyllandsringen en de Twin Ring Motegi.
In de winter van 2017 op 2018 nam Frost deel aan de MRF Challenge, waarin hij tijdens het laatste raceweekeend op het Madras Motor Racing Track een podiumfinish behaalde. Met 83 punten werd hij zesde in het kampioenschap. Daarnaast reed hij in het eerste raceweekend van de Zuidoost-Aziatische Formule 4 op het Sepang International Circuit, waarin hij een zege en twee andere podiumfinishes behaalde. Voor het hoofdseizoen 2018 stapte hij over naar de Verenigde Staten, waarin hij uitkwam in de tweede seizoenshelft van de U.S. F2000 bij Exclusive Autosport. Met een vierde plaats op het Stratencircuit Toronto als beste resultaat werd hij zeventiende in de eindstand met 77 punten. Aan het eind van het jaar reed hij in de eerste twee raceweekenden van de MRF Challenge, waarin hij op het Dubai Autodrome een overwinning boekte en in vier andere races op het podium stond. Hij miste echter het laatste raceweekend, waardoor hij zevende werd in de eindstand met 106 punten.
In 2019 maakte Frost de overstap naar het Indy Pro 2000 Championship, waarin hij zijn samenwerking met Exclusive Autosport voortzette. Hij won twee races op de Lucas Oil Raceway en het Stratencircuit Toronto en behaalde podiumfinishes in vier andere races. Met 318 punten eindigde hij als vijfde in het kampioenschap.
In 2020 begon Frost het seizoen in de Asian Le Mans Series, waarin hij de laatste twee races reed voor Inter Europol Endurance. Zowel op het Sepang International Circuit als het Chang International Circuit werd hij zesde in de LMP2-klasse. In het hoofdseizoen zou hij oorspronkelijk de overstap maken naar de Indy Lights waarin hij voor Andretti Autosport zou rijden, maar het seizoen werd afgelast vanwege de coronapandemie. In plaats daarvan keerde hij dat jaar terug in de Indy Pro 2000, waarin hij voor Turn 3 Motorsport reed. Hij won de seizoensopener op Road America en behaalde podiumplaatsen in vijf andere races, waardoor hij achter Sting Ray Robb en Devlin DeFrancesco derde werd met 329 punten. Tevens reed hij in het Formula Regional Americas Championship bij Andretti, waar hij op de Sebring International Raceway een podiumfinish behaalde. Hij miste echter de laatste twee raceweekenden, waardoor hij negende werd in het klassement met 62 punten.
In 2021 maakt Frost alsnog de overstap naar de Indy Lights, waarin hij terugkeert bij Andretti Autosport.